# Bandiera dell'Unione africana
L'attuale bandiera dell'Unione africana fu adottata durante la 14ª Sessione ordinaria dell'assemblea dei capi di Stato e di governo, che ebbe luogo ad Addis Abeba il 31 gennaio 2010.

## Storia
Durante l'8º Summit dell'Unione, che si tenne sempre ad Addis Abeba dal 29 al 30 gennaio 2007, fu deciso il lancio di un concorso per la selezione di una nuova bandiera per l'Unione. Fu richiesto uno sfondo verde, simboleggiante la speranza per l'Africa, e stelle per rappresentare gli stati membri.
A seguito di questa decisione, la Commissione dell'Unione Africana, guidata da Muʿammar Gheddafi, organizzò la competizione. La commissione ricevette un totale di 106 proposte, provenienti da cittadini di 19 nazioni africane e 2 dalla diaspora. Le proposte furono esaminate da una commissione di esperti che scelse quella disegnata da Yadesa Bojia, dandone l'ufficializzazione a gennaio 2010.

## Descrizione
La bandiera è costituita dal profilo dell'Africa, in verde scuro, sopra un sole bianco a 53 raggi, circondato da altrettante stelle a cinque punte, color oro, rappresentanti le 53 nazioni membri, su sfondo sempre verde scuro.
La bandiera è rimasta tale, nonostante le successive adesioni all'Unione del Sudan del Sud (27 luglio 2011) e del Marocco (30 gennaio 2017), che hanno portato a 55 il numero dei paesi membri.

### Bandiera precedente

Bandiera dell'Organizzazione dell'unità africana e dell'Unione africana fino al 2010

La precedente bandiera, utilizzata fino al 2010, era quella dell'Organizzazione dell'unità africana ed era composta da un'ampia banda orizzontale verde posta in alto, seguita da una striscia stretta color oro. Sotto c'era un'ampia striscia bianca recante al centro l'Emblema dell'Unione africana seguita da un'altra striscia stretta color oro e un'ampia banda verde in fondo.

### Simbolismo
- Il verde simboleggiava le speranze africane e l'aspirazione all'unità.
- Il colore oro stava per la ricchezza e il futuro luminoso dell'Africa.
- Il bianco rappresentava la purezza del desiderio africano di avere amici sinceri in tutto il mondo.
- Il rosso degli anelli (al centro) indicava la solidarietà africana ed il sangue sparso per la liberazione del continente.